# Estación Namikata

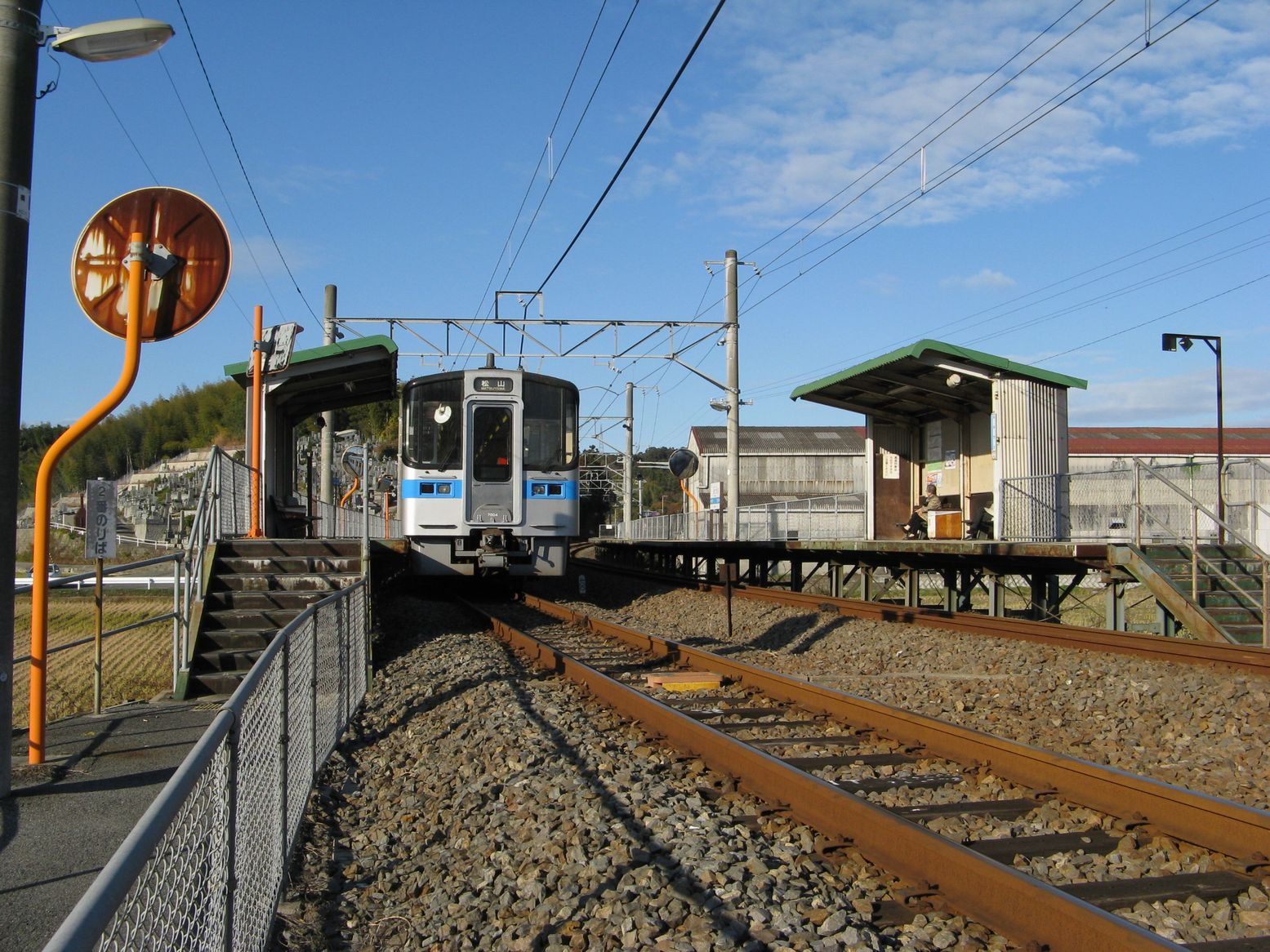
Estación Namikata

La estación Namikata (波方駅 Namikata-eki?) es una estación de la línea Yosan de la Japan Railways que se encuentra en la ciudad de Imabari de la prefectura de Ehime. El código de estación es el "Y42".

## Estación de pasajeros
Cuenta con dos plataformas, entre las cuales se encuentran las vías. Cada plataforma cuenta con un andén (andenes 1 y 2). No se puede pasar de un andén al otro dentro de la estación, se debe utilizar un paso a nivel un tanto alejado. El andén 1 es el principal y, sólo para permitir el sobrepaso a los servicios rápidos se utiliza el andén 2. Antes de su relocalización contaba con una plataforma con un único andén. 

### Andenes
| 1 | ● Línea Yosan | Hacia Imabari, Nyūgawa, Saijō, Niihama, Iyomishima, Kawanoe y Kanonji (los servicios rápidos no se detienen)                    |
| 1 | ● Línea Yosan | Hacia Hōjō y Matsuyama (los servicios rápidos no se detienen)                                                                   |
| 2 | ● Línea Yosan | Hacia Imabari, Nyūgawa, Saijō, Niihama, Iyomishima, Kawanoe y Kanonji (sólo para permitir el sobrepaso a los servicios rápidos) |
| 2 | ● Línea Yosan | Hacia Hōjō y Matsuyama (sólo para permitir el sobrepaso a los servicios rápidos)                                                |

## Alrededores de la estación
- Dependencia Namikata del Ayuntamiento de la Ciudad de Imabari

## Historia
- 1924: el 1° de diciembre se inaugura la estación Namikata. En su momento tenía un recorrido diferente al actual, por la abundancia de salinas en la zona.
- 1960: el 1° de marzo se relocaliza la Estación Namikata.
- 1987: el 1° de abril pasa a ser una estación de la división Ferrocarriles de Pasajeros de Shikoku de la Japan Railways.
- 1990: en noviembre se desplaza unos 100 m hacia el oeste para la construcción de un área de sobrepaso.

## Estación anterior y posterior
- Línea Yosan 
  - Estación Hashihama (Y41)  <<  Estación Namikata (Y42)  >>  Estación Oonishi (Y43)